# Králova Lhota (Boemia meridionale)
Králova Lhota è un comune della Repubblica Ceca facente parte del distretto di Písek, in Boemia Meridionale.